# Atlas (étoile)
Pour les articles homonymes, voir Atlas.
Désignations
27 Tauri, traditionnellement nommé Atlas, est un système triple d'étoiles dans l'amas des Pléiades (M45). Depuis le 21 août 2016, le nom d'Atlas désigne formellement l'étoile primaire du système.

## Nomenclature
27 Tauri est traditionnellement nommée Atlas. Le 21 août 2016, ce nom propre a été officiellement attribué par l'Union astronomique internationale à l'étoile principale du système.

## Système et composantes

### 27 Tauri A (Aa)
La composante primaire, Atlas A, est une géante bleue-blanche de type B et de magnitude apparente +3,62. C'est une binaire spectroscopique dont les composantes ont des magnitudes de +4,1 et de +5,6. La période orbitale de ce système binaire est de 1250 jours.

### 27 Tauri B
La paire 27 Tauri A possède une compagne de magnitude +6,8, nommée 27 Tauri B et traditionnellement Atlas B, séparée de 0,4 seconde d'arc, soit au moins 52 ua. [réf. nécessaire]